# O-demetilpuromicina O-metiltransferasi
La O-demetilpuromicina O-metiltransferasi è un enzima appartenente alla classe delle transferasi, che catalizza la seguente reazione:
S-adenosil-L-metionina + O-dimetilpuromicina ⇄ S-adenosil-L-omocisteina + puromicina
La puromicina è l'antibiotico che deriva dalla N6-dimetiladenosina mediante il rimpiazzo del gruppo 3′-idrossilico con un gruppo amminico e acilandolo con la 4-O-metiltirosina.